# Marina Wladimirowna Owsjannikowa
Marina Wladimirowna Owsjannikowa (russisch Марина Владимировна Овсянникова ⓘ; geborene Tkatschuk, russisch Ткачук; * 19. Juni 1978 in Odessa, Ukrainische SSR, Sowjetunion) ist eine russische Redakteurin, die für den Fernsehsender Perwy kanal (Erster Kanal) gearbeitet hat.
Owsjannikowa erlangte internationale Bekanntheit durch einen Anti-Kriegs-Protest während einer Live-Sendung am 14. März 2022, 19 Tage nach Beginn des russischen Überfalls auf die Ukraine. Dabei wies sie auf die vom Perwy kanal verbreitete Propaganda der russischen Staatsführung hin. Owsjannikowas Aktion war einer von mehreren Protesten gegen den russischen Überfall auf die Ukraine 2022 von oder in russischen Medien.

## Leben und Karriere
Marina Owsjannikowa ist die Tochter eines Ukrainers und einer Russin. Ein Jahr nach ihrer Geburt zog die Familie nach Russland.
1985 zogen ihre Eltern mit ihr in die sowjetische Teilrepublik Tschetscheno-Inguschetische ASSR, von wo sie Anfang der 1990er Jahre aufgrund der beginnenden Tschetschenienkriege flohen. Ende der 1990er-Jahre zog sie mit ihren Eltern nach Krasnodar, wo sie die Staatliche Universität des Kubangebiets absolvierte und anschließend unter anderem beim Sender „Kuban TV“ arbeitete. Später zog sie nach Moskau um und absolvierte die Russische Präsidentenakademie für Volkswirtschaft und öffentliche Verwaltung.
Danach arbeitete sie beim Perwy kanal (Ersten Kanal) für die staatliche Fernseh- und Rundfunkgesellschaft Russlands. Dort war sie für den Bereich „Auslandsnachrichten“ zuständig; sie stand mit den internationalen Nachrichtenagenturen und Sendern in Kontakt, verfolgte die westlichen Nachrichten, recherchierte, nahm Interviews mit Politikern und Experten aus dem Ausland auf und produzierte Beiträge für das Programm.
Marina Owsjannikowa war mit Igor Owsjannikow verheiratet, der als Regisseur bei RT arbeitet. Sie hat einen Sohn und eine Tochter (geboren 2005 und 2011) und wohnte in der Satellitenstadt „Neu-Moskau“.
Einem Interview mit Yuga.ru aus dem Jahr 2002 zufolge war Marina Owsjannikowa während ihres Studiums Freiwasser-Wettkampfschwimmerin.

## Protestaktion

### Ablauf
Owsjannikowa arbeitete bei Perwy kanal im Wochenwechsel (eine Woche Arbeit, eine frei). Am Sonntag, den 13. März 2022, dem letzten Tag einer freien Woche, kaufte sie Papier und Stifte und malte in ihrer Küche ein Protestplakat.
Am 14. März 2022 lief Owsjannikowa während eines Beitrags über die Invasion in der Ukraine in den Hauptnachrichten Wremja ihres Senders an einem stets anwesenden Polizisten vorbei ins Studio, stellte sich hinter die Nachrichtensprecherin Jekaterina Andrejewa und hielt ihr ausgerolltes Plakat in die Kamera. Zunächst war das Plakat teilweise durch die sitzende Nachrichtensprecherin verdeckt. Owsjannikowa korrigierte daraufhin ihren Standort und blieb aus Zuschauersicht rechts hinter der Sprecherin mit dem vollständig sichtbaren Plakat stehen. Das Plakat zeigte neben kleinen ukrainischen und russischen Flaggen die englischen und russischen Aufschriften:

“NOWAR
Остановите войну
 не верьте пропаганде
 здесь вам врут
RUSSiANS AgAiNST WAR”

„Kein Krieg
Beenden Sie den Krieg
Glauben Sie der Propaganda nicht
Hier werden Sie belogen
Russen gegen den Krieg“

Dazu rief sie: «Остановите войну! Нет войны!» („Beendet den Krieg! Kein Krieg!“)
Die Studioaufnahme wurde fünf Sekunden nach dem Beginn des Auftritts durch einen  Einspieler-Beitrag unterbrochen. Owsjannikowa begab sich aus dem Studio zu ihrem Arbeitsplatz. Die vielen Vorgesetzten, die zu ihr kamen und fragten, ob sie es gewesen sei, wollten es nicht so recht glauben.
Der halbstaatliche Perwy kanal ist der populärste Sender in Russland. Eine Aufzeichnung der Nachrichtensendung vom 14. März 2022 stand nicht zum Download zur Verfügung, was für diesen Fernsehsender ungewöhnlich ist. Livesendungen werden seither um bis zu zwei Minuten versetzt übertragen.

### Videoerklärung
Am Tag vor der Aktion hatte Owsjannikowa ein Video mit einer persönlichen Erklärung aufgenommen, das sie nach der Aktion auf Facebook veröffentlichte. Darin bekundete sie ihre Scham, über Jahre für die russische Staatspropaganda beim Fernsehsender Perwy kanal (Ersten Kanal) gearbeitet zu haben, und rief zum offenen Protest gegen den Krieg auf.
Ein Ausschnitt des Wortlauts wird in einer dpa-Übersetzung, hier aus der Süddeutschen Zeitung, wie folgt wiedergegeben:

„Das, was jetzt in der Ukraine geschieht, ist ein Verbrechen. Und Russland ist der Aggressor. Und die Verantwortung für diese Aggression liegt nur auf dem Gewissen eines Menschen – und dieser Mensch ist Wladimir Putin. […] Wir haben 2014 geschwiegen, als das alles anfing. Wir sind nicht für Demonstrationen rausgekommen, als der Kreml Nawalny vergiftet hat. Wir haben dieses menschenfeindliche Regime einfach nur stillschweigend beobachtet. Jetzt hat sich die ganze Welt von uns abgewendet. […] Wir, die russischen Menschen, können denken und sind klug. Es liegt nur an uns, diesen ganzen Wahnsinn zu beenden. Geht demonstrieren. Fürchtet nichts. Sie können uns nicht alle einsperren.“

In der Videobotschaft trug sie eine Halskette mit in verschiedenen Farben aneinander gereihten Elementen: Auf Rot, Weiß und Blau (Farben Russlands) folgten Gelb und Blau (Farben der Ukraine).

## Folgen

### März 2022
Owsjannikowa wurde festgenommen.
Eigenen Angaben zufolge wollten ihr die Beamten, die sie befragten, lange nicht glauben, dass sie keinen Kontakt in den Westen hatte und dass sie „selbst entschieden habe zu protestieren“. Bei den Vernehmungen wurde sie mit ihren Forderungen nach einem Anwalt vertröstet, und es war ihr währenddessen untersagt, selbst Kontakt zu einem Anwalt aufzunehmen.
Die Rechtsanwälte Owsjannikowas teilten mit, dass eine Voruntersuchung wegen „Herabsetzung der russischen Streitkräfte“ eingeleitet worden sei. Ihre Mandantin werde unter Vorenthaltung anwaltlicher Vertretung festgehalten. Am Abend des 15. März 2022 wurde berichtet, sie sei von einem Moskauer Gericht zu einer Geldstrafe von 30.000 Rubel (etwa 250 Euro) verurteilt worden. Anschließend wurde sie freigelassen. Sie habe vor Gericht ihre Schuld bestritten und den Vorwurf erneuert, Russland begehe in der Ukraine als Aggressor ein Verbrechen. Sie wurde zunächst nicht nach dem neuen russischen Mediengesetz verurteilt, das bis zu 15 Jahre Haft für die Behauptung von „Falschnachrichten“ über das russische Militär vorsieht. Weil sich die Verurteilung wegen „Organisation einer nicht erlaubten öffentlichen Aktion“ auf ihr Video, nicht aber den Auftritt in der Nachrichtensendung bezog, war zunächst unklar, ob es zu einer weiteren Anklage kommen würde.
In mehreren Interviews äußerte sich Owsjannikowa besorgt um ihre Sicherheit und die ihrer Kinder. Sie habe aber nicht vor, aus Russland zu fliehen; sie sei Patriotin. Jedoch erklärte sie, dass sie nicht sehr politisiert gewesen sei, sich aber ihre Unzufriedenheit über die Einschränkungen der politischen Teilhabe und die der Pressefreiheit in Russland über viele Jahre aufgestaut habe. Der Beginn des Krieges gegen die Ukraine sei der Punkt gewesen, an dem es für sie „kein Zurück mehr gab“. Für Owsjannikowa „war der Protest in erster Linie eine pazifistische Aktion“, weil es „im Interesse Russlands und der Welt“ sei, den Krieg „so schnell wie möglich zu beenden“. Sie hoffe, dass ihr Protest nicht umsonst gewesen sei und dass die russische Bevölkerung ihre Augen öffne und Kriegspropaganda genauer hinterfrage.
In der oppositionellen Zeitung Nowaja gaseta wurde sie in einem Kommentar als Nationalheldin bezeichnet, die die Ehre des Landes gerettet habe. Ihr Name werde in politische Lehrbücher und in die russische Geschichte eingehen und zitiert werden, während die Enkel vieler heutiger Regierungsmitglieder sich nur ungern an ihre Vorfahren erinnern werden.
Etwa eine Woche nach ihrem Protest rief sie in einem Interview mit dem US-Fernsehsender ABC zu Demonstrationen auf.
Am 25. März 2022 wurde sie wegen „Diskreditierung der Armee“ angeklagt. Nach Angaben des zuständigen Gerichts sollte sich Owsjannikowa wegen Verstoßes gegen Artikel 20.3.3 des „Gesetzes gegen Falschnachrichten“ verantworten, das im März 2022 in Kraft trat. Die Verhandlung war für den 14. April 2022 angesetzt.

### Welt-Engagement
Im April 2022 engagierte der Medienkonzern Axel Springer SE sie als freie Korrespondentin für die Marken Die Welt und den Fernsehsender Welt. Danach gelang ihr die Ausreise nach Deutschland, und sie hielt sich ab Anfang Mai 2022 in Berlin auf. Die Anstellung bei der deutschen Zeitung endete jedoch nach weniger als drei Monaten. Ukrainische Aktivisten hatten gefordert, dass die Mediengruppe Die Welt Marina Owsjannikowa wieder entlässt. Der ukrainische Politologe Anton Schechowzow bezeichnete ihre Berufung als „schwere Beleidigung für die Ukraine und alle Journalisten, die von den russischen Invasoren getötet wurden“. Schechowzow und andere ukrainische Kritiker vermuten in ihrem Auftritt in der russischen Nachrichtensendung eine inszenierte Aktion der russischen Propaganda, um im Westen Sympathien für Russen zu wecken und von dem von ihnen verursachten menschlichen Leid in der Ukraine abzulenken. Beim Women’s Forum in Berlin am 21. Juni 2022 beteuerte Owsjannikowa drei Monate nach ihrer Protestaktion hingegen: „Ich bereue nichts“, und „Das Gute wird über das Böse siegen. Und ich werde weiter dafür kämpfen.“
Das ukrainische Zentrum für strategische Kommunikation und Informationssicherheit erhob den Vorwurf, Owsjannikowa nutze ihre im Westen erlangte Anerkennung und Glaubwürdigkeit, um beim westlichen Publikum für die Aufhebung der Sanktionen gegen Russland zu werben. Kritisiert wurde auch, eine Person, die jahrelang für die russischen Staatsmedien gearbeitet habe, könne nicht glaubwürdig für freien Journalismus einstehen. Auch Vertreter der oppositionellen russischen Medien betrachteten ihre Beschäftigung in Deutschland als fragwürdiges Signal, solange unabhängige Journalisten, die seit Jahren kritische Berichterstattung in Russland betreiben, im Ausland oft nur geringe Unterstützung erführen. Am 21. April 2022 verlieh die deutsche Weimer Media Group (WMG) Owsjannikowa den Preis für Medienfreiheit. Aufgrund von Protesten des Nationalen Rates der Ukraine für Fernsehen und Rundfunk wurde sie jedoch anschließend aus der Liste der Preisträger ausgeschlossen.

### Rückkehr nach Moskau und Flucht
Anfang Juli 2022 kehrte Owsjannikowa nach Moskau zurück, nachdem ihr Ex-Mann einen Sorgerechtsstreit um die beiden Kinder begonnen hatte.
Bei einer weiteren Protestaktion am 15. Juli 2022 in der Nähe des Kreml mit einem Antikriegsplakat mit der Aufschrift „Putin ist ein Mörder“, „Seine Soldaten sind Faschisten“, „In der Ukraine sind bereits 352 Kinder getötet worden“, „Wie viele Kinder müssen noch sterben, bis ihr aufhört?“ wurde Owsjannikowa erneut festgenommen. Zwei Tage später wurde sie wieder freigelassen. Ab dem 21. Juli 2022 stand sie in Moskau vor Gericht. Owsjannikowa nannte das Verfahren gegen sie „absurd“ und bekannte sich vor einem Moskauer Verwaltungsgericht schuldig, die Streitkräfte Russlands in sozialen Medien in Misskredit gebracht zu haben. Das Gericht verurteilte sie zu einer Geldstrafe von 50.000 Rubel (etwa 815 Euro).
Am 9. August 2022 wurde sie wegen eines Facebook-Posts, in dem sie den russischen Militäreinsatz in der Ukraine offen kritisierte, erneut zu einer Geldstrafe, diesmal in Höhe von 40.000 Rubel (645 Euro), verurteilt. Begründet wurde die Strafe damit, dass sie die russische Armee „diskreditiert“ habe. Einen Tag darauf, am 10. August 2022, wurde Marina Owsjannikowa wieder festgenommen. Zuvor waren ihre Privaträume durchsucht worden. Die Festnahme bezieht sich nach Angaben ihres Anwalts auf die Protestaktion im Juli. Am 11. August 2022 verfügte ein Gericht einen bis zum 9. Oktober 2022 befristeten Hausarrest gegen sie. Am 3. Oktober 2022 wurde sie von russischen Behörden auf eine nationale Fahndungsliste gesetzt, nachdem ihr Ex-Mann angab, sie sei mit der gemeinsamen 11-jährigen Tochter aus dem Hausarrest geflüchtet. Owsjannikowa schrieb am 5. Oktober auf Telegram: „Ich betrachte mich als völlig unschuldig und da unser Staat sich weigert, sich an seine eigenen Gesetze zu halten, weigere ich mich seit dem 30. September 2022, mich an die mir auferlegte Zwangsmaßnahme in Form von Hausarrest zu halten, und ich entlasse mich selbst aus ihm.“ Am 17. Oktober 2022 meldete ihr Anwalt, sie habe mit ihrer Tochter das Land verlassen und befände sich nunmehr unter dem Schutz eines EU-Staats. Am gleichen Tag entschied ein Moskauer Gericht, dass die Kinder beim Vater zu verbleiben hätten.
Anfang Oktober 2023 wurde Owsjannikowa in Abwesenheit vom Moskauer Bezirksgericht Basmanny für das „Verbreiten von Falschmeldungen über die russische Armee“ zu achteinhalb Jahren Haft in einer Strafkolonie verurteilt. Zusätzlich wurde ihr für vier Jahre das Recht entzogen, „sich an der Verwaltung von Webseiten und anderer Informationsnetzwerke zu beteiligen“. Das Urteil bezog sich auf eine Protestaktion im Juli 2022, bei der Owsjannikowa allein in der Nähe des Kreml demonstriert und dabei ein Protestschild hochgehalten hatte, auf dem sie das Töten ukrainischer Kinder anprangerte und den russischen Präsidenten Putin „einen Mörder“ nannte.

## Rechtslage in Russland
Demonstrationen gegen das russische Vorgehen in der Ukraine und dessen Bezeichnung als Krieg sind in Russland durch ein im Schnellverfahren vom russischen Parlament genehmigtes Gesetz vom 4. März 2022 untersagt. Das Gesetz stellt „die Verzerrung des Zwecks, der Rolle und der Aufgaben der Streitkräfte der Russischen Föderation sowie anderer Formationen während militärischer und anderer Sonderoperationen“ unter Strafe. Angedroht werden bis zu 15 Jahre Haft. Die Höchststrafe gilt für Personen, die ihre Taten „aus Gründen des persönlichen Vorteils“ oder „unter Ausnutzung einer offiziellen Position“ begehen, was in Russland so verstanden werden kann, dass diese Formulierung auf Journalisten abzielt, die für ihre Arbeit bezahlt werden.

## Reaktionen

### Russland

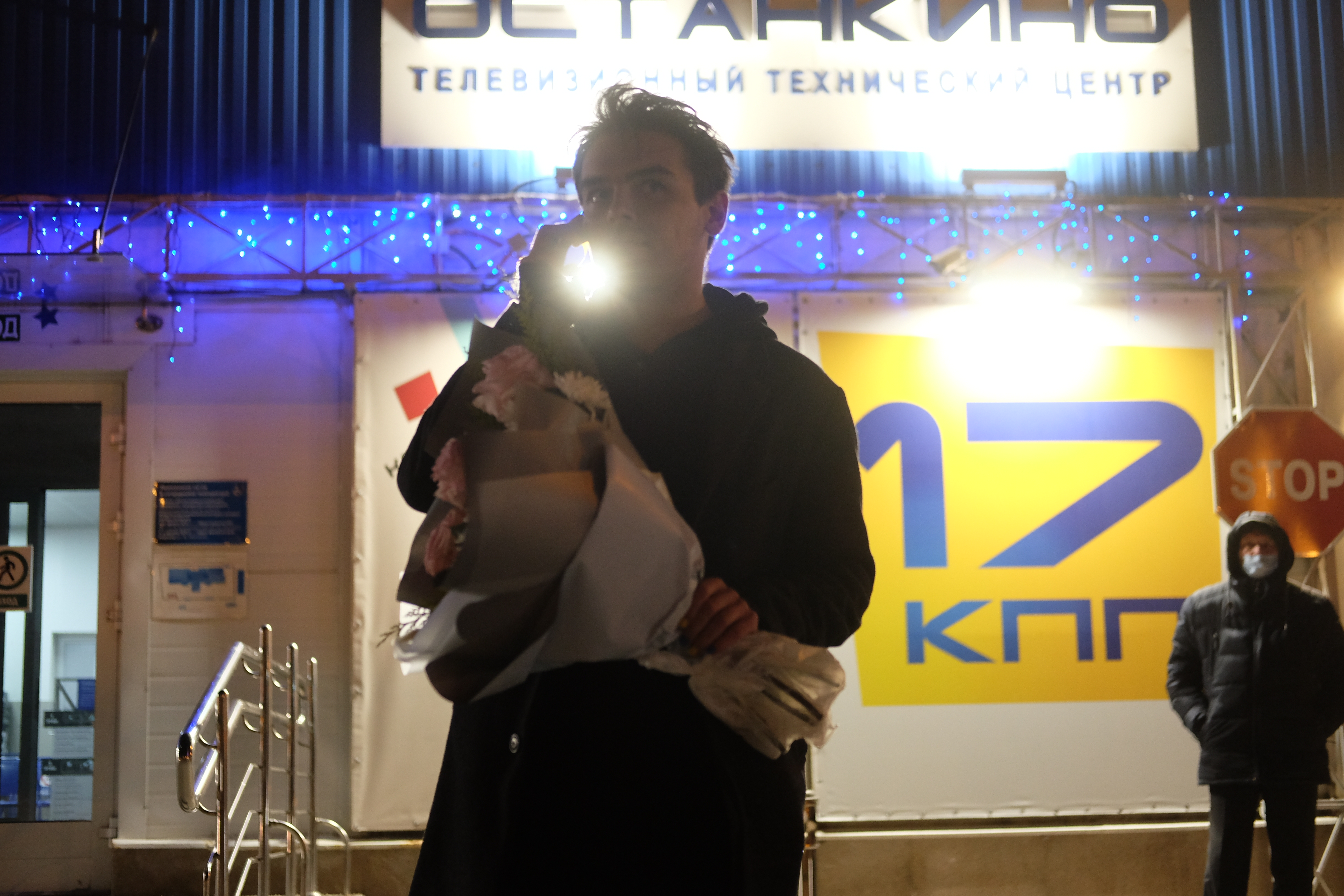
Der Anti-Kriegsaktivist Denis Sacharow wartet vor dem Moskauer TV-Zentrum Ostankino auf Marina Owsjannikowa, um ihr seine Unterstützung auszusprechen.

Unterstützend äußerten sich u. a. der Politologe Abbas Galljamow, der Radio-Swoboda-Korrespondent Danila Galperowitsch, der Ökonom Andrei Netschajew, Alexei Nawalny, dessen Pressesekretärin Kira Jarmysch sowie die Oppositionellen Ljubow Sobol, Lew Schlosberg, Dmitri Gudkow und Ilja Jaschin. Der Doschd-Journalist Timofei Dsjadko verglich Owsjannikowas Aktion mit der Aktion von Natalja Gorbanewskaja bei der Demonstration vom 25. August 1968 auf dem Roten Platz gegen die Unterdrückung des Prager Frühlings.
Der Pressesprecher des russischen Präsidenten, Dmitri Peskow, bezeichnete die Tat hingegen als Rowdytum beziehungsweise Hooliganismus („хулиганство“).
Die Nowaja gaseta verwendete das Bild des Protestes auf der Titelseite ihrer Ausgabe vom 16. März 2022, das dreimal verwendete Wort „Krieg“ jeweils verpixelt. Die Zeitung hatte wegen der eingeführten Militärzensur ihre Online-Berichterstattung zum Krieg vorübergehend reduziert, da sie die Existenz der Zeitung gefährden könnten. An vielen Kiosken war das Heft nicht erhältlich.

### International
Der Präsident der Ukraine Wolodymyr Selenskyj betonte, er sei allen Russen dankbar, „die nicht aufhören, die Wahrheit zu sagen“. International wurde Owsjannikowas Aktion von vielen Seiten gelobt. Der französische Präsident Emmanuel Macron bot Owsjannikowa am 15. März 2022 Asyl in Frankreich an. Macron kündigte an, er werde dies beim nächsten Gespräch mit Präsident Putin thematisieren.
Am 21. Februar 2023 äußerte Owsjannikowa sich in der Sendung von Markus Lanz zur Argumentation Sahra Wagenknechts und sagte, seit 2014, also der russischen Annexion der Krim, habe sie das Gefühl, „dass Sahra Wagenknecht von Putin bezahlt wird“. Wagenknecht würde Putins Narrative forcieren.

## Veröffentlichung
- Zwischen Gut und Böse. Wie ich mich endlich der Kreml-Propaganda entgegenstellte. Marina Owsjannikowa, Langen Müller Verlag, München 2023, ISBN 978-3-7844-3672-2[67], SPIEGEL-Interview über das Buch mit Christina Hebel